# Сант-Агата-ли-Баттиати
Сант-Агата-ли-Баттиати (итал. Sant'Agata li Battiati) — коммуна в Италии, располагается в регионе Сицилия, в провинции Катания.
Население составляет 9703 человека (2008 г.), плотность населения составляет 3430 чел./км². Занимает площадь 3 км². Почтовый индекс — 95030. Телефонный код — 095.
Покровителем коммуны почитается святой мученик Лаврентий, празднование 10 августа.

## Демография
Динамика населения:

## Администрация коммуны
- Официальный сайт: http://www.comune.sant-agata-li-battiati.ct.it/